# Rosensten

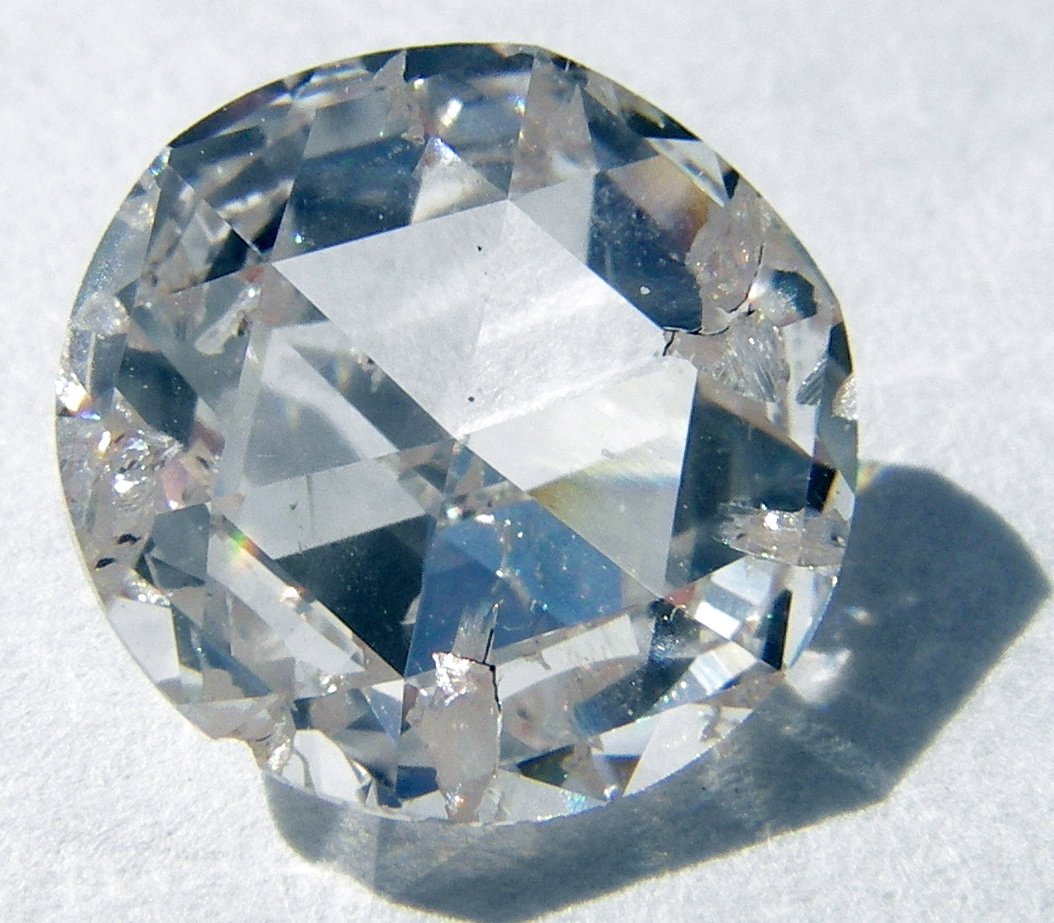
En rosensten – en rosenslipad diamant

En rosensten är en rosenslipad diamant. Namnet används uteslutande för diamanter med den slipningen. Andra ädelstenar benämns med slipningens namn plus stensorten, t ex. "rosenslipade granater". En rosenslipning, även kallad rosettslipning, är ett av de mest ursprungliga och enklare sätten att slipa ädelstenar på. Den har en flat undersida och en pyramidformad eller svagt välvd ovansida med 3–24 triangulära fasetter i rader, vanligtvis 12 eller 24, och har fått sitt namn av att den liknar en rosenknopp. En rosenslipning är oftast rund, men andra former förekommer. När en rosensten infattas i ett smycke med hjälp av en bottnad infattning, kan en liten bit bladsilver fäst på något material användas som utfyllnad.

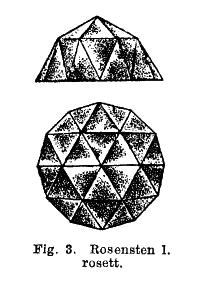
Rosensten, från sidan och ovanifrån.

Rosenstenar började slipas under slutet av 1500- och början av 1600-talet i Antwerpen. Lodewyk van Bercken, en flamländare från Brygge, hade då uppfunnit en roterande slipskiva bestruken med en blandning av olivolja och diamantpulver, vilken gjorde det möjligt att slipa diamanter med fasetter. Den platta slipningen av rosenstenar gör att det går att få ut många fler slipade stenar ur en råsten, ofta kring 500 och ända upp till 1000 stycken per carat. Det gör rosenstenarna billigare än andra diamantslipningar, och de förblev populära fram till 1800-talet.
Stenarna var populära i Europa eftersom de trots sin enkelhet i alla fall var diamanter, medan fashionabla amerikanskor hellre använde sig av enklare material slipade för att glittra mer. Den ryske juveleraren Fabergé använde gärna rosenstenar, blandade med diamanter slipade på andra sätt och andra ädelstenar i sina verk. I Sverige finns åtskilliga smycken med rosenstenar på Livrustkammaren och i Hallwylska museets samlingar.

## Bilder

En av Gustav IIIs revolutionsringar till minnet av statsvälvningen 1772. Ringen är av guld och besatt med 39 rosenstenar. Livrustkammaren.
Ring av guld med rosenstenar, 1700-tal, Hallwylska museet
Örhängen av förgyllt silver med rosenstenar, 1700-tal, Hallwylska museet
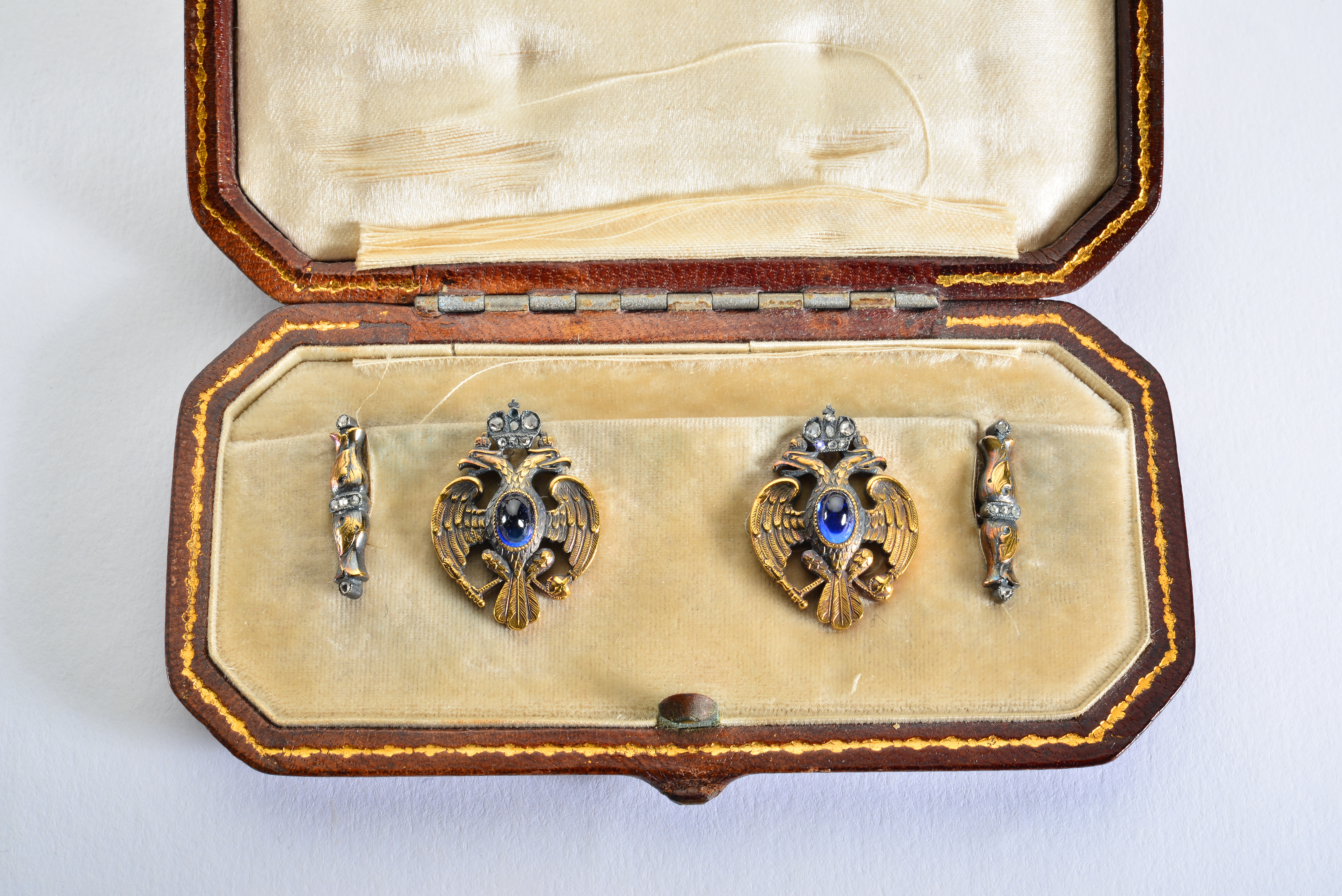
Manchettknappar i guld med rosenstenar och cabochonslipade safirer tillverkade av Fabergé på beställning av Alexandra av Hessen, 1910.